# West Hatch
West Hatch est une paroisse civile et un village du Somerset, en Angleterre.